# Sauber C37
De Sauber C37 is een Formule 1-auto die gebruikt wordt door het Sauber F1-team in het seizoen 2018.

## Onthulling
Op 20 februari 2018 onthulde Sauber de nieuwe auto door middel van het plaatsen van foto's op het internet. De auto wordt bestuurd door de Zweed Marcus Ericsson, die zijn vierde seizoen met het team ingaat, en de Monegaskische Charles Leclerc die zijn eerste seizoen bij het team rijdt. 

## Resultaten
| Kleur  | Resultaat                              |
| ------ | -------------------------------------- |
| Goud   | Winnaar                                |
| Zilver | Tweede plaats                          |
| Brons  | Derde plaats                           |
| Groen  | Gefinisht (punten behaald)             |
| Blauw  | Gefinisht (geen punten behaald)        |
| Blauw  | Niet geklasseerd (NC)                  |
| Paars  | Uitgevallen (DNF)                      |
| Rood   | Niet gekwalificeerd (DNQ)              |
| Zwart  | Gediskwalificeerd (DSQ)                |
| Wit    | Niet gestart (DNS)                     |
| Blanco | Gewond (INJ)                           |
| Blanco | Uitgesloten (EX)                       |
| Blanco | Teruggetrokken (WD) / Niet deelgenomen |
| P      | Poleposition                           |
| S      | Snelste ronde                          |

| Jaar | Chassis    | Motor       | Banden | Coureurs        | 1   | 2   | 3   | 4   | 5   | 6   | 7   | 8   | 9   | 10  | 11  | 12  | 13  | 14  | 15  | 16  | 17  | 18  | 19  | 20  | 21  | Punten | WK-plaats |
| ---- | ---------- | ----------- | ------ | --------------- | --- | --- | --- | --- | --- | --- | --- | --- | --- | --- | --- | --- | --- | --- | --- | --- | --- | --- | --- | --- | --- | ------ | --------- |
| 2018 | Sauber C37 | Ferrari 063 | P      |                 | AUS | BHR | CHN | AZE | SPA | MON | CAN | FRA | OOS | GBR | DUI | HON | BEL | ITA | SIN | RUS | JPN | VST | MEX | BRA | ABU | 48     | 8         |
| 2018 | Sauber C37 | Ferrari 063 | P      | Marcus Ericsson | DNF | 9   | 16  | 11  | 13  | 11  | 15  | 13  | 10  | DNF | 9   | 15  | 10  | 15  | 11  | 13  | 12  | 10  | 9   | DNF | DNF | 48     | 8         |
| 2018 | Sauber C37 | Ferrari 063 | P      | Charles Leclerc | 13  | 12  | 19  | 6   | 10  | 18  | 10  | 10  | 9   | DNF | 15  | DNF | DNF | 11  | 9   | 7   | DNF | DNF | 7   | 7   | 7   | 48     | 8         |
| Jaar | Chassis    | Motor       | Banden | Coureurs        | 1   | 2   | 3   | 4   | 5   | 6   | 7   | 8   | 9   | 10  | 11  | 12  | 13  | 14  | 15  | 16  | 17  | 18  | 19  | 20  | 21  | Punten | WK-plaats |

Ferrari SF71H ·
Force India VJM11 ·
Haas VF-18 ·
McLaren MCL33 ·
Mercedes F1 W09 EQ Power+ ·
Red Bull Racing RB14 ·
Renault R.S.18 ·
Sauber C37 ·
Toro Rosso STR13 ·
Williams FW41